# Pedornes
Pedornes (oficialmente San Mamede de Pedornes) es una parroquia perteneciente al municipio pontevedrés de Oya, en Galicia, España. Según el IGE, en el 2019 residían 383 habitantes, 205 hombres y 178 mujeres.

## Lugares
Según el IGE, en la parroquia se encuentran los siguientes núcleos de población::
- O Matovello (O Mato Vello)
- Pedornes.
- Vilar.

No aparecen en el noménclator:
- Cardorrío
- O Piniño
- Sobreiro.